# Lauria Nandangarh
Lauria Nandangarh, également Lauriya Navandgarh, est une ville située à environ 14 km de Narkatiaganj (en) (ou Shikarpur) et à 28 km de Bettiah, dans le district du Champaran occidental, au Bihar, dans le nord de l'Inde. 
La localité est située près des rives de la rivière Burhi Gandak et tire son nom d'un pilier (laur) d'Ashoka qui y est dressé et du tertre de stupa Nandangarh (ou Nanadgarh) situé à environ 2 km au sud-ouest du pilier. 
Des vestiges de la période maurya ont été découverts dans la région.